# 六氢化六(三苯基膦)六铜
六氢化六(三苯基膦)六铜是一种配位化合物，化学式为C108H96Cu6P6，可简写为(PPh3CuH)6，其中Ph表示苯基。它和三氟甲氧基三氟乙烯共同作用，可用于有机合成引入含氟基团。

## 制备
六氢化六(三苯基膦)六铜可由乙酸铜、三苯基膦和二苯基硅烷反应制得。